# Aire d'attraction de Segré-en-Anjou Bleu
L'aire d'attraction de Segré-en-Anjou Bleu est un zonage d'étude défini par l'Insee pour caractériser l’influence de la commune de Segré-en-Anjou Bleu sur les communes environnantes.

## Définition
L'aire d'attraction d'une ville est composée d’un pôle, défini à partir de critères de population et d’emploi ainsi que d’une couronne constituée des communes dont au moins 15 % des actifs travaillent dans le pôle. Le pôle d’attraction constitue ainsi un point de convergence des déplacements domicile-travail,.

## Type et composition
L’aire d'attraction de Segré-en-Anjou Bleu est une aire intra-départementale qui comporte 6 communes en Maine-et-Loire. 
Elle est catégorisée dans les aires de moins de 50 000 habitants, une catégorie qui regroupe 12,2 % au niveau national.

### Carte

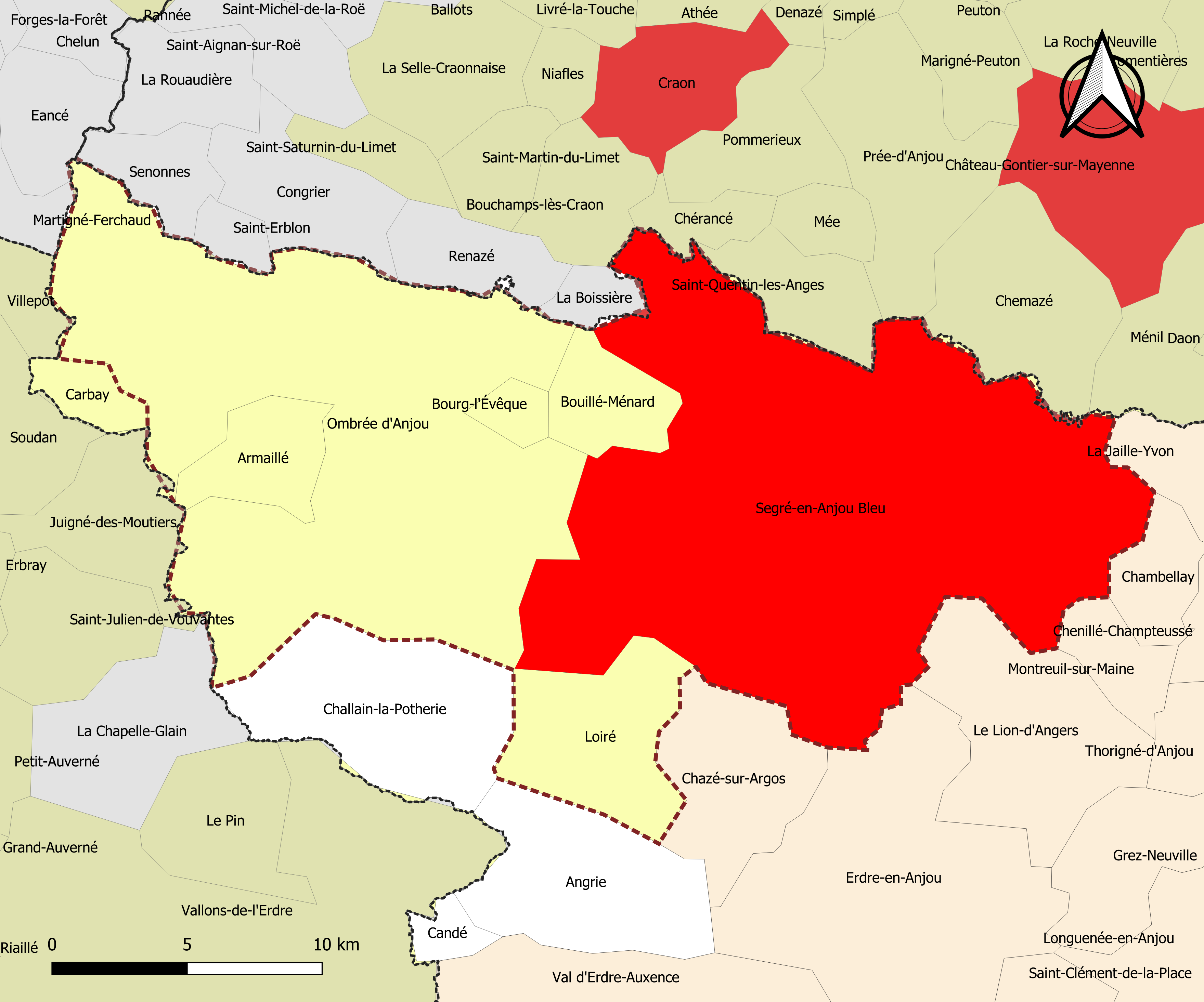
Carte de l'aire d'attraction de Segré-en-Anjou Bleu.
Commune-centre
Commune de la couronne

### Composition communale
| Nom                                  | Code Insee | Département    | Statut                 | Superficie (km2) | Population (dernière pop. légale) | Densité (hab./km2) | Modifier                                    |
| ------------------------------------ | ---------- | -------------- | ---------------------- | ---------------- | --------------------------------- | ------------------ | ------------------------------------------- |
| Segré-en-Anjou Bleu (commune-centre) | 49331      | Maine-et-Loire | commune-centre         | 241,54           | 17 617 (2022)                     | 73                 | modifier les données · modifier les données |
| Armaillé                             | 49010      | Maine-et-Loire | commune de la couronne | 16,78            | 317 (2022)                        | 19                 | modifier les données · modifier les données |
| Bouillé-Ménard                       | 49036      | Maine-et-Loire | commune de la couronne | 15,79            | 775 (2022)                        | 49                 | modifier les données · modifier les données |
| Bourg-l'Évêque                       | 49038      | Maine-et-Loire | commune de la couronne | 5,29             | 236 (2022)                        | 45                 | modifier les données · modifier les données |
| Loiré                                | 49178      | Maine-et-Loire | commune de la couronne | 33,73            | 884 (2022)                        | 26                 | modifier les données · modifier les données |
| Ombrée d'Anjou                       | 49248      | Maine-et-Loire | commune de la couronne | 202,16           | 8 811 (2022)                      | 44                 | modifier les données · modifier les données |